# Hôtel de ville de Calgary
L'hôtel de ville de Calgary (Calgary City Hall) en Alberta au Canada, construit de 1907 à 1911, est situé 800 Macleod Trail SE, au coin de la 7e Avenue. Si la plupart des institutions municipales sont de nos jours situées dans l'imposant immeuble moderne construit en surplomb en 1985, l'hôtel de ville accueille toujours le bureau du maire et des échevins. L'édifice original est classé lieu historique national depuis 1984.

## Historique
La construction de l'édifice s'est étalée de 1907 à 1911 durant une période de forte croissance économique dans les Prairies occidentales. À l'époque, il hébergeait notamment la police, les institutions communales et le conseil municipal. Après la Seconde Guerre mondiale, Calgary se développe considérablement et le quartier aux alentours de l'hôtel de ville, jadis peu important, voit s'installer de nombreuses institutions, dont la police, la bibliothèque et le palais de justice. En 1965, une longue annexe en brique a été ajoutée à l'arrière de l'hôtel de ville. Puis en 1984, un imposant immeuble moderne en verre a été construit en surplomb pour satisfaire les besoins croissants des institutions municipales, éclipsant en grande partie le vieil hôtel de ville bien plus petit. En 1988, un jardin public a été aménagé au sud.
À partir de 2016, le bâtiment fait l'objet d'un important projet de rénovation qui a forcé ses occupants à déménager temporairement.

## Description
Il s'agit d'un bâtiment en grès de quatre étages flanqué d'une tour-horloge et arborant des ornements de style néo-roman.